# Gene Sheldon
Pour les articles homonymes, voir Sheldon.
 (octobre 2021).
Si vous disposez d'ouvrages ou d'articles de référence ou si vous connaissez des sites web de qualité traitant du thème abordé ici, merci de compléter l'article en donnant les références utiles à sa vérifiabilité et en les liant à la section « Notes et références ».
Eugene Hume, dit Gene Sheldon, est un acteur américain, né le 1er février 1908 à Columbus (Ohio) et mort le 1er mai 1982 à Tarzana (Californie). Il est connu surtout pour avoir interprété Bernardo, le serviteur muet, dans la série télévisée Zorro produite par Walt Disney.

## Biographie

### Famille et jeunesse
Fils de Ada et Earl Hume, Eugene Hume naît à Columbus dans l’Ohio aux États-Unis. Il change son nom en « Sheldon », un nom qu’il choisit sur une plaque de rue.
Il commence à s’intéresser au show-business grâce à son père magicien qui a inventé une version du numéro de la femme coupée en deux. Âgé d'environ 13 ans à cette époque, c'est lui qui apparaissait dans le numéro. Il travaille d’abord dans une usine de chaussures puis dans un magasin de musique.

### Carrière d'acteur
Sheldon trouve son premier travail artistique à la radio de Toledo en 1925 et continue de succès en succès dans le milieu du divertissement pendant dix ans. Influencé par Harpo Marx, sa spécialité est le mime ; il n'est ni sourd ni muet.
En 1936, il part pour une tournée de trois ans en Europe, apparaissant au théâtre dans un vaudeville à Paris, Berlin et dans d’autres capitales. Il joue pendant six mois au Palladium de Londres. À Broadway en 1940, il apparaît dans la comédie musicale à succès Priorities, qui tourne pendant un an.
Sheldon débute à Hollywood dans une comédie de Lewis, Three Ring Circus. Walt Disney signe avec lui un long contrat qui débute avec Zorro de 1957 à 1961 dans le rôle de Bernardo. Il restera d'ailleurs pour le public le serviteur muet et prétendument sourd de la série, dont les mimiques souvent espiègles alimentaient les relations avec Diego/Zorro interprété par Guy Williams.
Toujours avec Disney, il joue dans Le Clown et l'Enfant avec Henry Calvin (le sergent Garcia dans Zorro) en 1960, où il interprète le rôle de Sam Treat, un clown et dresseur d’animaux de cirque. Les deux hommes se retrouvent dans Babes in Toyland en 1961.
Il prend ensuite une semi-retraite, faisant quelques apparitions à la télévision et dans des spectacles de variétés.

### Mort
Sheldon meurt le 1er mai 1982 à Tarzana près de Los Angeles, d’une attaque cardiaque à 74 ans.

### Vie personnelle
Il épouse Margaret McCann à Las Vegas le 11 décembre 1944. Ils ont un garçon, David, et une fille, Tracy.
Ses passe-temps favoris sont la cuisine et la photographie. Il fait lui-même ses développements. Il adore la pêche. Il écoute et joue de la guitare et du banjo.

## Filmographie
- 1934 : Susie's Affairs : joueur de Banjo
- 1935 : Roberta : joueur de banjo indien
- 1937 : Television Talent : Herbert Dingle
- 1938 : Star of the Circus : Peters
- 1939 : Lucky to Me : Hap Hazard
- 1945 : Drôle d'histoire (Where do we go from here ?) :  Ali, le Génie
- 1945 : Les Dolly Sisters (The Dolly Sisters) : professeur Winnup, dresseur d’otaries
- 1951 : Une fille en or (Golden Girl) de Lloyd Bacon : Sam Jordan
- 1954 : Le clown est roi (3 Ring Circus), de Joseph Pevney : Puffo le Clown
- 1957-1961 : Zorro  série TV (78 épisodes de 25 min pour les saisons 1 et 2) : Bernardo
- 1960-1961 :  Walt Disney's Wonderful World of Color  quatre épisodes de Zorro : Bernardo
- 1960 : Le Clown et l'Enfant : Sam Treat
- 1961 : Babes in Toyland : Roderigo